# Vézelise
Vézelise é uma comuna francesa na região administrativa de Grande Leste, no departamento de Meurthe-et-Moselle. Estende-se por uma área de 5,35 km². Em 2010 a comuna tinha 1 441 habitantes (densidade: 269,3 hab./km²).